# Percht
Ein Percht (Plural: Perchten) ist eine Gestalt des baierisch-österreichischen alpenländischen Brauchtums, von der es, vor allem in der Zeit von Ende November bis Januar, mehrere verschiedene Varianten unterschiedlichen Charakters gibt, die sich wiederum zwei Gruppen zuordnen lassen: den „guten“ Schönperchten und den „bösen“ Schiechperchten, die mit ihren umgehängten Glocken nach einer Sage den Winter – bzw. die bösen Geister des Winters – austreiben sollen (Winteraustreiben bzw. Austreiben des alten Jahres).

## Geschichte

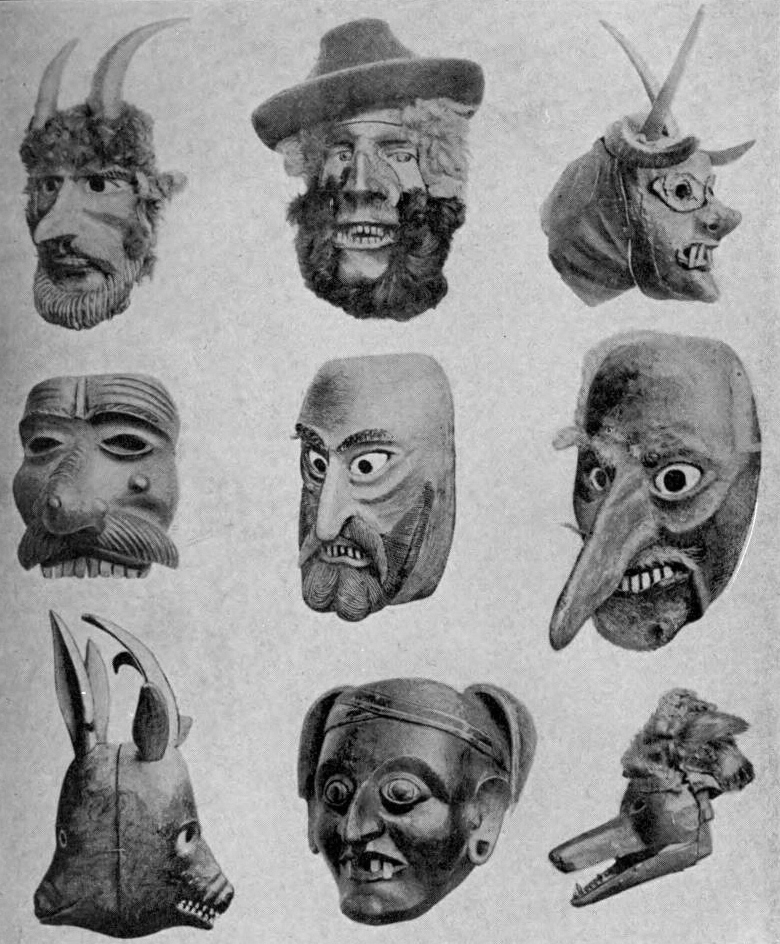
Perchtenmasken vor 1914 (nach Originalen im Salzburger Städtischen Museum)

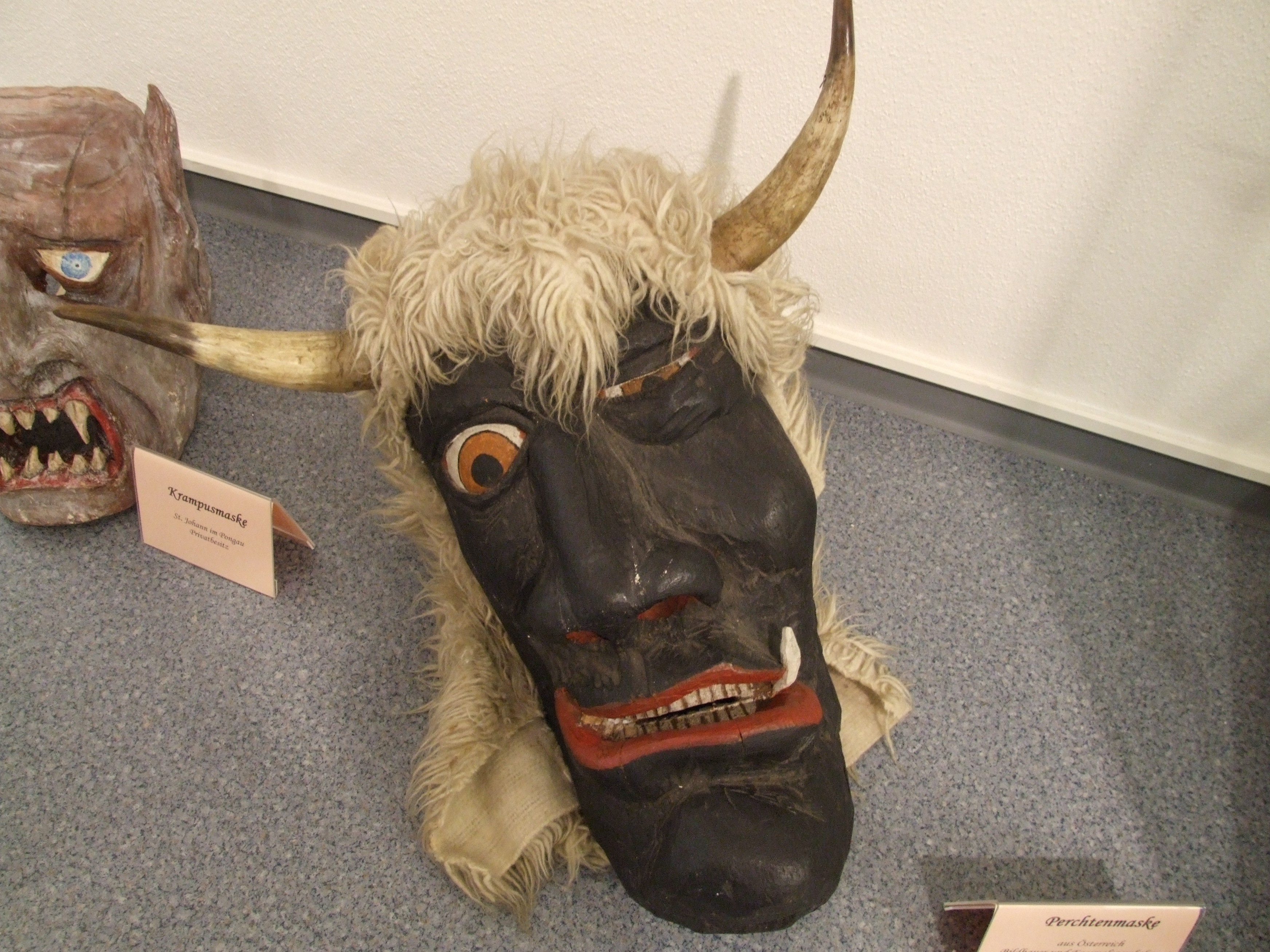
Perchtenmaske von 1920

### Namensherkunft
Die Perchten stehen wohl im Zusammenhang mit der Sagengestalt der Perchta, die allerdings ihrerseits eine ungeklärte Herkunft hat. Die Sprachwissenschaft geht davon aus, dass sich der Begriff von mittelhochdeutsch berchttac, berchtnacht, dem mittelalterlichen Wort für den Feiertag der Erscheinung des Herrn (Epiphanias), heute das Dreikönigsfest am 6. Januar, herleitet; mittelhochdeutsch bercht bedeutete ‚glänzend‘, ‚leuchtend‘ (vgl. englisch bright ‚hell‘).

### Ursprünge und Entwicklungen des Brauchs
Lärmende Umzüge mit Masken dämonischer Weiber, heidnischer Göttinnen sowie wilder und zahmer Tiere werden, gemeinsam mit anderen Sitten und Gebräuchen, zu den Kalendenfeiern (römisch-germanische Neujahrs- und Weihnachtsfeste) schon um 500 n. Chr. von Caesarius von Arles beschrieben. So wird die Percht auch mit der Wilden Jagd in Verbindung gebracht. Inwieweit das Perchtenlaufen tatsächlich auf heidnische Bräuche zurückgeht, ist jedoch umstritten. Die Bezeichnung Percht entwickelt sich erst später heraus.
Im 11. Jahrhundert wurde in den Mondseer Glossen die Bezeichnung Giperchtennacht erwähnt, die von Johann Andreas Schmeller und Jacob Grimm als Übersetzung des griechischen Wortes ‚Epiphanie‘ (althochdeutsch (gi)beraht ‚strahlend‘) interpretiert wird.
Mit der fortschreitenden Christianisierung im Alpenraum zu Beginn des Mittelalters wurde die Percht dann zunehmend als Gestalt der Domina Perchta oder auch Frau Welt mit den sieben Hauptlastern in Verbindung gebracht. 1729 bringt Christian Gottlob Haltaus den Perchttag mit einer Göttin Precha in Zusammenhang.
Eine Renaissance erlebten die Perchtenkulte erst wieder mit der Säkularisation und einer sich ändernden Einstellung zur Volkskultur im 19. Jahrhundert, und dann noch einmal gegen Ende des 20. Jahrhunderts.
In Salzburg wurde das Fest der Perchta 1941 zum letzten Mal mit Masken gefeiert, seinerzeit als nationalsozialistisch-neuheidnisches Brauchtum.

### Perchtenlaufen in der Gegenwart
Bis heute finden in Österreich, Südtirol (hier vor allem im Ahrntal), der Schweiz und im Süden Deutschlands die Perchtenläufe in der Nachweihnachtszeit statt (den Rauhnächten vom Heiligen Abend bis Dreikönigstag; traditionellerweise haben Perchten auch nur in dieser Zeit etwas mit Brauchtum zu tun).
In der Regel sind es heutzutage örtliche Vereine, die noch Perchtenkostüme herstellen und Perchtenläufe veranstalten. Eine Gruppe, die verkleidet an einem Perchtenlauf teilnimmt, wird eine Pass genannt. Auch bei den Glöcklern wird diese Bezeichnung verwendet.

## Zum Perchtenbrauch

### Allgemeines
Die Perchten verkörpern allgemein zwei Gruppen, die „guten“ Schönperchten und die „bösen“ Schiechperchten (obdt. schiech, ausgesprochen schiach, betont auf i: ‚hässlich, schlimm, böse‘). Wichtiges Utensil der Perchten ist die Glocke, mit der nach populärer Deutung der Winter – bzw. die bösen Geister des Winters – ausgetrieben werden soll (Winteraustreiben bzw. Austreiben des alten Jahres).
Perchten treten in den Rauhnächten zwischen Weihnachten und Neujahr auf, um die Ernährungs-, Sauberkeits- und Arbeitsvorschriften für diese Tage zu überwachen. Während die Schiechperchten oft in großer Zahl und mit großem Gefolge in der Nacht auftreten, erscheinen die Schönperchten am Tage und wünschen den Dorfbewohnern Glück und Segen.
Am 5. Januar enden mit dem so genannten Glöckötåg (Glöcklertag) die Rauhnächte. Abends ab ca. 17 Uhr findet dann wie z. B. auf dem zentralen, meist tief verschneiten Feld von Altaussee ein symbolischer Kampf zwischen laut läutenden Glöcklern und Bärigln als Schiechperchten statt. Die Glöckler, die den Frühling repräsentieren, versuchen den Winter „auszuläuten“, die Bärigl wehren sich vehement dagegen, wodurch ein wilder Kampf entsteht. Um Mitternacht ist der Spuk dieser letzten Rauhnacht vorbei. Ein Percht kontrolliert das Haus auf Sauberkeit – ganz im Sinne der Frau Perchta-Sage – und darf, während er sein Gesicht noch verborgen hält, kein Wort sprechen.

### Traditionelle Perchtengestalten
- Frau Bercht/Perchta, Bechtra, Sampa, Zamperin, Stampa (Niederösterreich), Rauweib, Pudelfrau (Oststeiermark, Burgenland), Lutzl (von Lucia, Burgenland), Hexen (Inneres Salzkammergut), Bechtrababa, Baba („Hexe Percht“, Unterkärnten, Slowenien)
- Berchtlmuada („Percht-Mutter“), Zampermuada, Pudelmuatta (Oststeiermark)
- Perchtnmuatta („Perchten-Mutter“), Karlstein
- Berschtln, Perschtln – Begleiter der Percht (Unterinntal)
- Berigln (Schiechperchten des Ausseerlands)
- Glöckler (Lichtgestalten, Schönperchten des Salzkammerguts und angrenzender Regionen)
- Habergeiß, Hovangoaß oder Hobergoaß (vor allem in Kärnten, Salzburger Innergebirg und Steiermark)
- Hanswurst, Tamperer (Tiroler Unterland)
- Holzmandl, Moosmann/Aumann, und Wurzelmann (Wald- und Erdgeister, Oberbayern, Salzburger Land)
- Scheller (allgemein verbreitet)
- Schiachpercht
- Schnabelpercht (Pinzgau: Rauris, Wörth, Bucheben und Seidlwinkltal)
- Schönpercht (als spezielle Figur des Ennstal) bzw. Schönperchten in Karlstein
- Specht (Nordostbayern)
- Tresterer (Schönpercht des Pinzgaus)
- Vogelpercht (Ennstal)

Daneben finden sich zahlreiche lokale Formen, die teils nur für eine Ortschaft typisch sind, und meist Bezug zum lokalen Sagen- und Legendenschatz haben.

### Ähnliche Bräuche und Abgrenzungen
Es finden sich perchtenartige Figuren auch als Einkehrbrauch am Nikolaustag (wie beispielsweise Buttnmandln des Berchtesgadener Lands, Iffele beim Küssnachter Klausjagen oder die Hallwiler Chlausen), der jedoch entsprechend am 5. und 6. Dezember abgehalten wird. (→ Siehe dazu auch: Krampus)
Bei der Wilden Jagd soll zwar ein Bezug zum Perchtenbrauch bestehen, aber als Brauch wird sie jeweils donnerstags zwischen 2. und 3. Adventsonntag in Orten rund um den Untersberg (Großgmain, Viehausen, Maxglan, Morzg, Grödig, Anif, Marzoll oder in Leopoldskron-Moos) nachgestellt.
Sinnentfremdet finden sich Perchtenkostüme auch bei verschiedenen Faschingsumzügen, seit neuestem auch zu Halloween. Viele dieser Perchtaufführungen sind aber eher als touristische Attraktion denn als lebendiges Brauchtum zu bewerten, insbesondere in der Zeit um den 5. Dezember (Krampustag, eigentlich nicht der Zeitpunkt für Perchten, sondern nur für Krampusse).
So treten in Passau und Umgebung mehrere Gruppen mit meist eher modernen Teufelsmasken in der Vorweihnachtszeit sowie in den Rauhnächten auf. Bei ihnen verschmelzen die historischen Figuren Krampus und Percht zu Schreckgestalten, die sich an Fantasy-Filmen orientieren. Neben den Terminen der traditionellen Perchtenläufe treten sie darüber hinaus u. a. auch in Shows auf, so in der mit Licht- und Lasereffekten gestalteten Luzifers Dancenight.

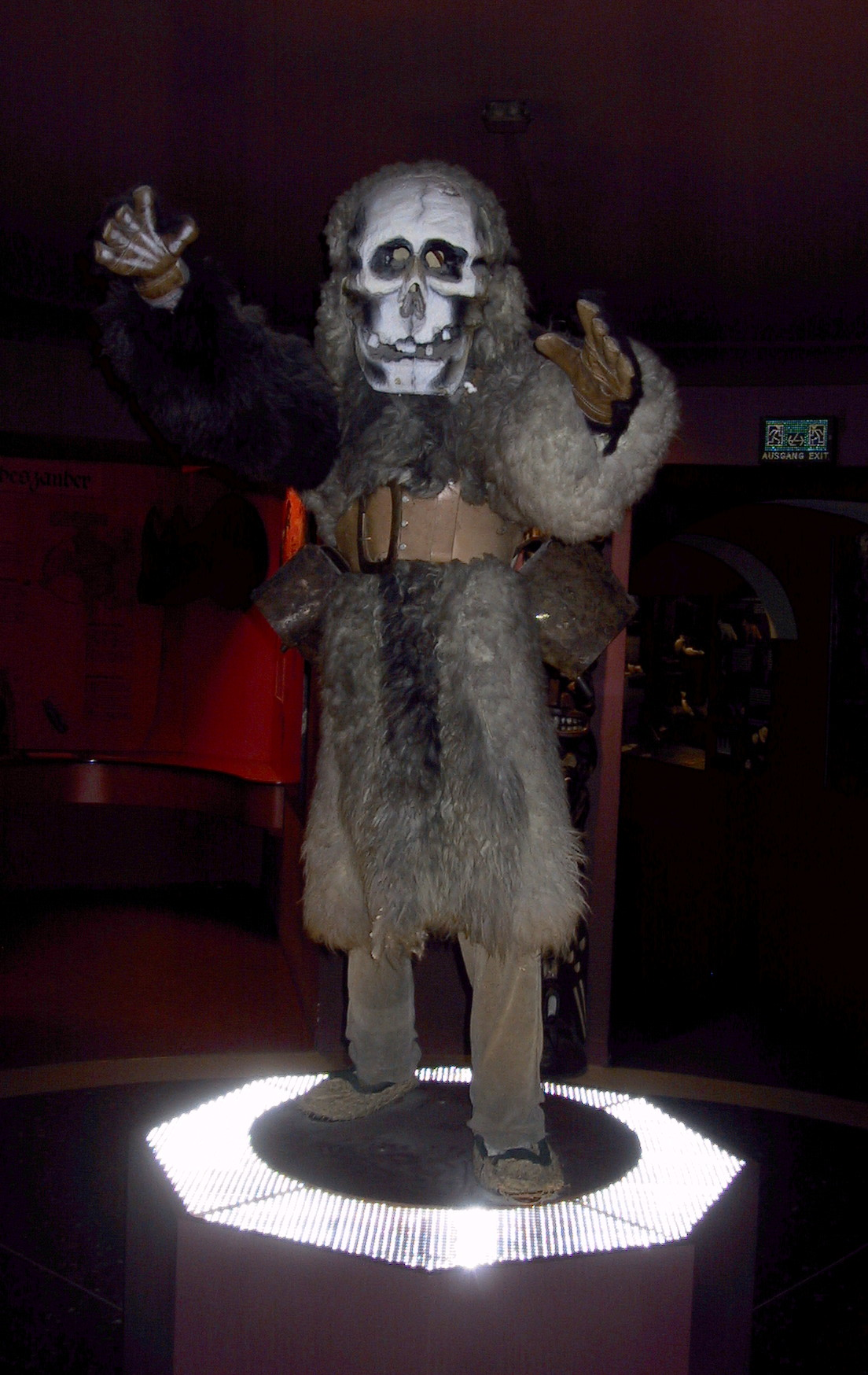
„Modernes“ Perchtenkostüm (Ausseerland)
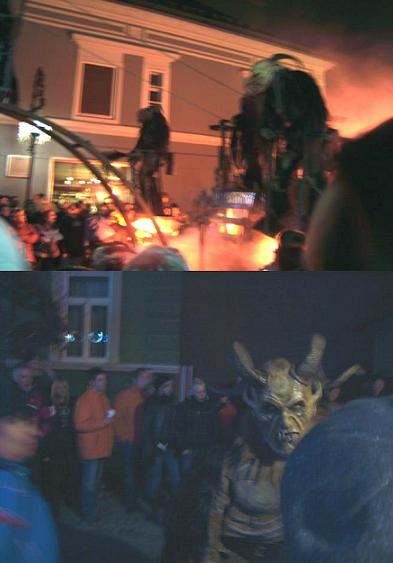
Perchtenlauf 2009 in Leibnitz (Südsteiermark)
Perchtenlauf 2010 in Leibnitz (Südsteiermark)

## Regionen traditioneller Perchtenläufe

### Österreich

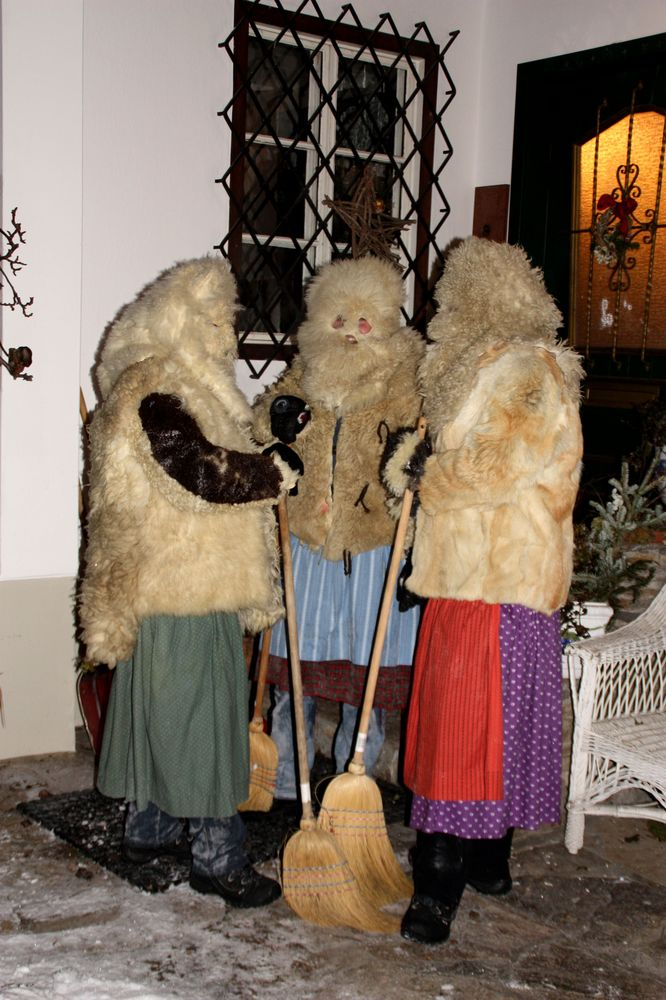
Bärigl

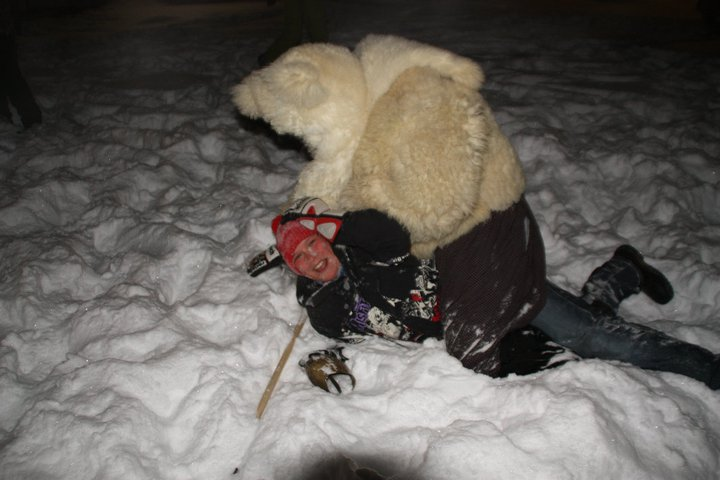
Pelzpercht Altaussee

Bekannt ist der Pongauer Perchtenlauf. Dieser findet abwechselnd in den fünf Gemeinden St. Johann, Altenmarkt, Bischofshofen, Bad Gastein und Bad Hofgastein am 6. Jänner statt. Nachweislich wurden die ersten Perchtenläufe schon vor 1850 ausgetragen. Zu sehen sind unter anderem Tafelperchten, Kappenperchten, Habergoaß, Bären mit Treiber, der Rettenbachbock, Werchmandln sowie Jäger und Wilderer und Teufelsbrünnljäger als Figuren.
Im Gebiet des österreichischen Salzkammerguts und im steirischen Ennstal lebt das Perchten-Brauchtum auch noch fort. Am Abend des 5. Jänner kann sich jeder, der Lust und Laune dazu hat, als Percht verkleiden, um dann von Haus zu Haus zu ziehen, wo ihm, je nach Laune des Besitzers, Einlass gewährt wird und er reichlich bewirtet wird – oder nicht. Als Verkleidung dienen meist alte Stofffetzen (diese, oder im Hinterberg speziell Rosshaare, bedecken auch das Gesicht). In Altaussee gibt es zudem auch noch Bärigl genannte Pelzperchten.
Ein weiteres Gebiet ist das obere Murtal in der Steiermark (Murau/Kreischberg, Gröbming) und dem salzburgischen Lungau, der autochthon obersteirische mit den salzburgischen und Salzkammergutmotiven verbindet.
Auch in Tirol, nahe der Salzburger Grenze (Fieberbrunn und Umgebung), werden wieder Perchtenauftritte nach alter Überlieferung gemeldet.
Darüber hinaus werden Perchtenläufe abgehalten in Wiener Neustadt, Hirschstetten (Wien), Berndorf, Perchtoldsdorf, Pitten, Aspang und Zöbern sowie in vielen Orten in und um die Wachau (Niederösterreich), in vielen Orten Kärntens, so z. B. in St. Veit an der Glan, Villach, Klagenfurt oder in Liebenfels, wo es eine der letzten Perchtenmaskenschnitzereien gibt, sowie in Tirol (z. B. Ellmau, Zell am Ziller) und in Vorarlberg (Innerbraz).

### Deutschland
Auf bayerischer Seite finden noch heute z. B. in Karlstein und Nonn bei Bad Reichenhall, im Rupertiwinkel in Ainring, Laufen, Waging am See und in der Inn-Salzach-Region in Burghausen Perchtenläufe statt. Auch in Kirchseeon bei München wurde, angeregt durch ältere Überlieferungsfragmente, ab 1954 der Kirchseeoner Perchtenlauf wieder als jährlicher Brauch eingeführt. Perchtenlaufen war auch in Franken üblich und findet heute noch in Trebgast bei Kulmbach und in Südthüringen statt. Auch in Nürnberg findet seit 2014 wieder regelmäßig im Stadtteil Almoshof ein Perchtenlauf statt.

## Sammlungen von Perchtenmasken
Traditionelle Perchtenmasken, meist aus der ersten Hälfte des 20. Jahrhunderts, finden sich in Heimatmuseen vieler Orte, in denen das Perchtenbrauchtum auch heute noch lebendig ist, so z. B. dem Talmuseum in Rauris, dem Heimatmuseum in Altenmarkt im Pongau, aber auch in einigen überregionalen Museen wie dem Volkskundemuseum Salzburg, dem Steirischen Landschaftsmuseum in Schloss Trautenfels, dem Volkskundemuseum Wien und dem Museum für Völkerkunde Hamburg. In Kirchseeon öffnete 2021 das Perchten-Museum Maskeum. Eine große private Sammlung mit vorwiegend alten, aber auch moderneren Perchtenmasken zeigt das Maskenmuseum Diedorf bei Augsburg.